# José Manuel Otero
José Manuel Otero Novas (Vigo, 20 de marzo de 1940) es un jurista, político y escritor español. Fue ministro de la Presidencia (1977-1979) y ministro de Educación (1979-1980) en los gobiernos de Adolfo Suárez, durante la Transición. 
Está casado con Nieves Miranda Zapico, licenciada en Derecho, y tienen dos hijas: Elena María e Irene.[cita requerida]

## Datos biográficos

### Primeros años
Se tituló como licenciado en Derecho por la Universidad de Oviedo, y recibió el premio extraordinario. Estudió también un diplomado en Derecho Comparado Hispanoamericano en la Universidad de Madrid.[cita requerida]

### Trayectoria profesional
Es abogado del Estado por oposición desde 1967, y ha ejercido como tal, sucesivamente, en la Administración y Tribunales de Lugo, en la Audiencia Nacional y en el Tribunal Supremo. Inspector de los servicios del Ministerio de Economía y Hacienda por concurso-oposición desde 1974.
Ha compatibilizado siempre sus funciones de abogado del Estado o de inspector de los Servicios con el ejercicio libre de la abogacía, especialmente en cuestiones empresariales.Como consecuencia, ha sido letrado asesor, consejero y en algún caso presidente, de empresas, especialmente en los sectores de la banca (Grupo Banco Exterior de España y filiales extranjeras), seguros (La Unión y el Fénix, AGF U.F. y filiales), transportes (Transfesa, Elcano, Remolcanosa), construcción (U. y el Fénix, Grupo Empresarial San José), energía (Cepsa), prensa (Edica) y otras.[cita requerida]
Ha sido miembro del tribunal arbitral interbancario (Diriban), y también del tribunal de conflictos entre bancos y cajas de ahorro (Serdi).[cita requerida] Es árbitro de la Corte Civil y Mercantil de Arbitraje de Madrid (CIMA).[cita requerida]

### En la política
Fue miembro del Grupo Tácito, que propugnó públicamente la democracia durante las postrimerías del franquismo y que nucleó los gobiernos de la Transición. 
Fue jefe del Gabinete Técnico de la Subsecretaría de Hacienda (1974).Tras la muerte de Francisco Franco, fue director general de Política interior (1975-1976) con Manuel Fraga Iribarne al frente del Ministerio de la Gobernación.
A continuación fue subsecretario técnico del presidente del gobierno, con Adolfo Suárez, donde colaboró en la Ley para la Reforma Política, en la legalización de partidos políticos y en las primeras elecciones generales, y aportó con sus colaboradores el borrador inicial de la Constitución, elaborado dentro del ámbito del gobierno.[cita requerida]

### Ministro de la Presidencia (1977-1979)
Fue ministro del Gobierno español desde julio de 1977 hasta septiembre de 1980. Primero en calidad de ministro de la Presidencia, como cercano colaborador de Adolfo Suárez durante el proceso constituyente, con la alta dirección del Centro de Estudios Constitucionales, del Centro de Investigaciones Sociológicas y del Instituto Nacional de Prospectiva.
Fue presidente de la comisión de subsecretarios, tuvo a su cargo la agenda del Consejo de Ministros, sus actas, el desarrollo de sus acuerdos y el Boletín Oficial del Estado.
Todos los decretos de las preautonomías llevan su firma, y presidió varias comisiones de transferencias, entre ellas la del País Vasco.
Fue presidente de la Primera Conferencia Mundial sobre políticas y estrategias en materia de informática (SPIN) y vicepresidente de la Conferencia Europea de Administración Local, en 1978.[cita requerida]

### Ministro de Educación (1979-1980)
A partir de abril de 1979, fue ministro de Educación durante 18 meses, el último que tuvo la plena competencia educativa en toda España. Puso en funcionamiento 930.000 nuevos puestos escolares públicos en el sector no universitario (un puesto nuevo por cada cinco preexistentes). Promovió y obtuvo la aprobación del Estatuto de Centros Escolares (LOECE) que, por establecer el derecho de los centros a tener carácter propio o ideario, libremente y sin más limitación que el respeto a los principios constitucionales, mereció una fuerte contestación de la izquierda política; recurrido al T.C., este tribunal sentenció que ello es imprescindible para asegurar el derecho constitucional a elegir tipo de educación.[cita requerida]
Promovió los decretos que establecieron en toda España la enseñanza obligatoria de todas las lenguas vernáculas menos la castellana, así como la libertad de opción para recibir la enseñanza en lengua castellana común o en la lengua vernácula de la comunidad respectiva.[cita requerida]

### Otros cargos
Fue miembro del Comité Ejecutivo Nacional y diputado al Congreso por UCD, y luego también ambas funciones por el Partido Popular. En la legislatura 1989-1993, fue portavoz del PP en la Comisión de Presupuestos.[cita requerida]
Desde 1996, está al margen de la política activa.[cita requerida]
Recientemente ha aparecido vinculado al partido Vox al haber colaborado en el libro contrario a la Ley de la Memoria Histórica titulado "Memoria histórica", amenaza para la paz en Europa editado por el Grupo de los Conservadores y Reformistas Europeos del Parlamento Europeo, en el que está encuadrado Vox, y en el que también han participado destacados miembros de este partido como Hermann Tertsch o Francisco José Contreras.

### Asociaciones
Desde 1995 hasta 2017, ha sido miembro del jurado de Ciencias Sociales de los Premios Príncipe/Princesa de Asturias.[cita requerida]
Ha sido miembro del comité ejecutivo de la Confederación Empresarial Independiente de Madrid.[cita requerida]
Es Vocal del Patronato de la Fundación Universitaria San Pablo-CEU y de sus universidades vinculadas (en Madrid, Barcelona y Valencia); también lo fue del Colegio Mayor Universitario de San Pablo de Madrid. 
Es presidente del Instituto de Estudios de la Democracia de la Universidad CEU San Pablo.[cita requerida]

### Reconocimientos
- Caballero Gran Cruz de la Orden de Carlos III
- Caballero Gran Cruz de la Orden de Isabel la Católica
- Gran Cruz de la Orden de Alfonso X el Sabio

También, es caballero gran cruz de las órdenes del León de Finlandia, del Mérito de Italia y del Mérito del Perú, y ha recibido las siguientes medallas:
- medalla de oro de la Organización de Educación Iberoamericana;
- medalla de plata de la Unesco;
- medalla de oro de la Fundación Universitaria San Pablo.[cita requerida]
- Doctor Honoris Causa por la Universidad CEU Cardenal Herrera de Valencia
- Premio Montero Ríos 2023 de IURISGAMA (Juristas gallegos en Madrid)

## Ultimátum del Gobierno de los Estados Unidos de América al Gobierno de España
Siendo ministro en el Gobierno de Adolfo Suárez, en 1978, recibió un mensaje enviado desde Washington (EE. UU.) advirtiendo con apoyar al terrorista e independentista Antonio de León Cubillo Ferreira —más conocido como Antonio Cubillo, fundador del MPAIAC— si España no entraba en la OTAN, aprovechando la debilidad del Estado español tras la muerte del general Francisco Franco el 20 de noviembre de 1975.
| Predecesor: Alfonso Osorio | Ministro de la Presidencia 1977-1979      | Sucesor: José Pedro Pérez-Llorca |
| Predecesor: Íñigo Cavero   | Ministro de Educación y Ciencia 1979-1980 | Sucesor: Juan Antonio Ortega     |
| Predecesor: Ninguno        | Secretario general del PDP 1982-1983      | Sucesor: Julen Guimón            |

## Publicaciones

### Libros
De autoría individual
- La administración financiera del Estado como sujeto de relaciones jurídico-obligacionales. Instituto de Estudios de la Administración Pública. Madrid, 1978. ISBN 9788474710014

En colaboración
- Ordenación jurídica del crédito. Instituto de Estudios Fiscales, 1978. ISBN 9788471962256
- Estudios conmemorativos de la Inspección General de Hacienda Pública. Instituto de Estudios Fiscales, 1981. ISBN 9788471963444
- Estudios de tributación bancaria. Cívitas, 1985.
- Tutela judicial efectiva, 1992.

### Ensayos
- Nuestra democracia puede morir. Plaza Janés, Barcelona, 1987. ISBN 978-84-01-33335-4
- Defensa de la nación española. Frente a la exacerbación de los nacionalismos y ante la duda europea. Fénix, Madrid, 1998. ISBN 978-84-88787-22-4
- Fundamentalismos enmascarados. Los nuevos extremismos. Ariel, Barcelona 2001. ISBN 978-84-344-1224-8
- Asalto al Estado. España debe subsistir. Biblioteca Nueva, Madrid, 2005. ISBN 978-84-9742-417-2
- El retorno de los Césares. Tendencias de un futuro próximo e inquietante. Libros Libres, Madrid, 2007. ISBN 978-84-96088-60-3
- Mitos del pensamiento dominante. Paz, democracia y razón. Libros Libres, 2011, Madrid. ISBN 9788492654710
- Lo que yo viví. Memorias políticas y reflexiones. Prensa Ibérica, Barcelona, 2015. ISBN 9788487657832